# La Perfide
Pour plus de détails, voir Fiche technique et Distribution.
La Perfide (titre original : Harriet Craig) est un film américain réalisé par Vincent Sherman, sorti en 1950.

## Fiche technique
- Titre : La Perfide
- Titre original : Harriet Craig
- Réalisation : Vincent Sherman
- Scénario : Anne Froelich et James Gunn d'après la pièce Craig's Wife de George Kelly
- Photographie : Joseph Walker
- Montage : Viola Lawrence
- Musique : George Duning
- Directeur musical : Morris Stoloff
- Direction artistique : Walter Holscher (en)
- Décors : William Kiernan
- Costumes : Sheila O'Brien
- Producteur : William Dozier
- Société de production : Columbia Pictures
- Société de distribution : Columbia Pictures
- Pays de production : États-Unis
- Format : Noir et blanc — 35 mm — 1,37:1 — Son : Mono (Western Electric Recording)
- Genre : Film dramatique
- Durée : 94 minutes
- Dates de sortie : 
  - États-Unis : 2 novembre 1950
  - France : 4 janvier 1952

## Distribution
- Joan Crawford : Harriet Craig
- Wendell Corey : Walter Craig
- Lucile Watson : Celia Fenwick
- Allyn Joslyn : Billy Birkmire
- William Bishop : Wes Miller
- K.T. Stevens : Clare Raymond
- Viola Roache : Mme Harold
- Raymond Greenleaf : Henry Fenwick
- Ellen Corby : Lottie
- Virginia Brissac : La mère d'Harriet Craig

Acteurs non crédités
- Charles Evans : M. Winston
- Katherine Warren : Dr Lambert
- Douglas Wood : M. Norwood